# Ça ne tient pas debout
Albums de Michel Berger
Michel Berger au Zénith
(1986) Double Jeu (avec France Gall)
(1992)
Singles
1. Ça ne tient pas debout
Sortie : mai 1990
2. Le Paradis blanc
Sortie : décembre 1990

Ça ne tient pas debout est le 9e album et dernier album studio de Michel Berger sorti en mai 1990. Cet album, vendu à 182 000 exemplaires, marque le retour de Berger en tant que chanteur après quatre ans d'absence (en 1986, ses amis Daniel Balavoine et Coluche décèdent, à cinq mois d'intervalle, tragiquement), en se consacrant à l'écriture des chansons de son épouse France Gall.
Il revient avec un album, avec une pochette sobre, où on voit Berger poser pour la photo. Cet album est un peu plus sombre que les précédents albums du chanteur, surtout avec des titres comme Le Paradis Blanc, qui est l'un des succès de l'album.

## Titres
Toutes les chansons sont écrites et composées par Michel Berger.
| 1.    | Ça ne tient pas debout        | 6:30 |
| 2.    | À quoi il sert                | 6:22 |
| 3.    | Les enfants chantent toujours | 4:07 |
| 4.    | Privé d'amour                 | 5:27 |
| 5.    | Le Paradis blanc              | 6:36 |
| 6.    | Danser sur la glace           | 6:05 |
| 7.    | L'Un sans l'autre             | 5:41 |
| 8.    | Chanson pour Man Ray          | 3:18 |
| 9.    | L'Orange bleue                | 5:50 |
| 50:03 |                               |      |

## Crédits
- Éditions CMBM[2]
- Direction musicale : Jannick Top
- Coordination à New York : Philippe Rault pour Bastille Productions Inc.
- Mixage : Jean-Pierre Janiaud assisté de Frédéric Rall
- Gravure : Translab
- Photo : Youri Lenquette
- Pochette : Antonietti Pascault & Ass.
- Réalisation : Michel Berger
- Synthétiseurs :  Jeff Bova
- Guitares : Ira Siegel et Eddie Martinez sur la plupart des titres, Christian Leroux sur L'Orange bleue
- Basse : Jannick Top
- Programmations batterie : Jimmy Bralower
- EWI (Le Paradis blanc) et saxophone ténor (Danser sur la glace) : Michael Brecker
- Chœurs : France Gall (créditée sous le pseudonyme « Babou »),

## Classements et certifications
| Classement (1990) | Meilleure position |
| ----------------- | ------------------ |
| France (SNEP)     | 15                 |

| Région                                                                                                 | Certification | Ventes/Streams |
| --- | ------------- | -------------- |
| France (SNEP)                                                                                          | 2 × Or        | 200 000*       |
| *Ventes selon la certification ^Mise en rayon selon la certification xNon précisé par la certification |               |                |